# François-Xavier Dione
François-Xavier Dione (* Juni 1919 in Tiapong, Französisch-Westafrika; † 4. Februar 1985) war ein senegalesischer römisch-katholischer Geistlicher und Bischof von Thiès.

## Leben
François-Xavier Dione empfing am 18. April 1949 in der Kathedrale von Dakar durch den Apostolischen Vikar von Dakar, Marcel Lefebvre CSSp, das Sakrament der Priesterweihe für das Apostolische Vikariat Dakar.
Am 6. Februar 1969 ernannte ihn Papst Paul VI. zum ersten Bischof von Thiès. Der Erzbischof von Dakar, Hyacinthe Thiandoum, spendete ihm am 15. Mai desselben Jahres in der Kathedrale Sainte Anne in Thiès die Bischofsweihe; Mitkonsekratoren waren der Bischof von Saint-Louis du Sénégal, Prosper Paul Dodds CSSp, und der Bischof von Ziguinchor, Augustin Sagna. François-Xavier Dione wählte den Wahlspruch Fides et labor („Glaube und Arbeit“).